# Crăciun în Connecticut
Crăciun în Connecticut (titlu original: Christmas in Connecticut) este un film de Crăciun american din 1945 regizat de Peter Godfrey. Rolurile principale au fost interpretate de actorii Barbara Stanwyck, Dennis Morgan și Sydney Greenstreet.

## Prezentare
Elizabeth Lane (Barbara Stanwyck) este o scriitoare nemăritată care trăiește în New York, dar ale cărei articole sunt despre gătit și despre ferma ei din Connecticut și despre familia ei formată dintr-un soț și un copil - toată povestea fiind inventată.  Articolele sale sunt admirate de gospodinele din întreaga țară. Editorul ei, Alexander Yardley (Sydney Greenstreet), nu știe de această șaradă și insistă asupra faptului ca Elizabeth să găzduiască la cina de Crăciun la ferma ei pe eroul de război Jefferson Jones (Dennis Morgan). Acesta a fost internat într-un spital militar după ce a rătăcit flămând pe mare mai multe zile.  Jefferson a citit toate rețetele publicate de  Elizabeth și este foarte mândru de ea, astfel încât sora sa medicală scrie o scrisoare către editor. În acest fel, Yardley l-a invitat la ferma din Connecticut. Elizabeth trebuie să facă ceva pentru a nu fi concediată împreună cu șeful ei direct, Dudley Beecham (Robert Shayne), cel care a mușamalizat de-a lungul timpului toată povestea ei inventată. În disperare de cauză, Elizabeth este de acord să se căsătorească cu prietenul ei, arhitectul John Sloan (Reginald Gardiner), care are o fermă în Connecticut, chiar dacă nu este îndrăgostită de el.  Ea cere ajutorul prietenului ei, bucătarul și patronul de restaurant Felix Bassenak (S.Z. Sakall), cel care i-a oferit diverse rețete pentru articolele sale.
La ferma pitorească din Connecticut a lui Sloan, în Ajunul Crăciunului, Elizabeth se întâlnește cu Nora (Una O'Connor), servitoarea, și cu copilul unui vecin despre care se vor preface că este copilul lor. Elizabeth și John intenționează să fie căsătoriți imediat de către judecătorul Crothers (Dick Elliott), dar ceremonia este întreruptă atunci când sosește Jefferson și Elizabeth se îndrăgostește de el la prima vedere. Jefferson, spre deosebire de Elizabeth, știe să facă baie copilului după ce a făcut acest lucru de multe ori pentru copiii surorii sale.  După ce fac copilului o baie și după cină, Elizabeth și  Jefferson stau împreună în hambar. Ei se îndrăgostesc unul de celălalt, dar Jefferson are rețineri deoarece crede că Elisabeta este căsătorită și are un copil.
Judecătorul se reîntoarce în dimineața de Crăciun, dar ceremonia este amânată pentru a doua oară când un alt copil din vecini este prezentat în locul celui din ziua precedentă: mai ales că acum este băiețel, iar copilul din ziua precedentă era fetiță. Toată lumea este alarmată atunci când Felix susține că băiețelul i-a înghițit ceasul. După ce judecătorul pleacă acasă din nou, Felix îi spune Elizabetei că a mințit în legătură cu ceasul său pentru a opri nunta. În timp ce participă cu toții la primărie la un dans local, adevărata mamă a copilului se duce la fermă ca să-și ia copilul. Yardley o vede când iese din casă și presupune că cineva a răpit copilul. El cheamă poliția statală și presa. Elizabeth și Jones își petrec noaptea în închisoare, după ce sunt acuzați din greșeală că ar fi furat calul și trăsura unui vecin. Cei doi se întorc la fermă mai devreme în dimineața următoare. Yardley o ceartă pe Elizabeth pentru că a umblat toată noaptea și o acuză că-și neglijează copilul. Elizabeth îi spune adevărul și furios Yardley o concediază.
Logodnica lui Jefferson, Mary Lee, sosește pe neașteptate. Demoralizată, Elizabeth se retrage ca să-și facă bagajele și să părăsească ferma. Felix află că Mary Lee s-a căsătorit deja cu altcineva și că logodna nu mai e valabilă. El îl ademenește pe Yardley în bucătărie cu miros de rinichi gătit. Felix inventează o poveste despre încercările unei reviste concurente de a-o angaja pe Elizabeth, iar Yardley decide s-o reangajeze și să-i dubleze salariul. Felix îi spune lui Jones că este liber și se poate angaja într-o relație cu Elizabeth. Încercarea Elizabetei de a-și face bagajele este întreruptă mai întâi de Yardley și apoi de Jones. După ce-l ceartă că este un mitocan care face curte femeilor căsătorite, Jefferson îi dezvăluie tot adevărul. Cei doi se sărută și plănuiesc să se căsătorească.

## Distribuție
- Barbara Stanwyck - Elizabeth Lane
- Dennis Morgan - Jefferson Jones

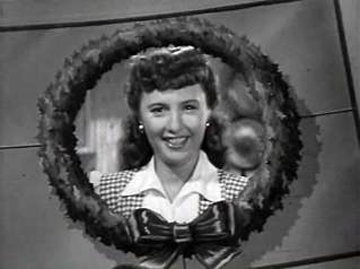
Barbara Stanwyck ca Elizabeth Lane în Christmas in Connecticut

- Sydney Greenstreet - Alexander Yardley
- Reginald Gardiner - John Sloan
- S.Z. Sakall - Felix Bassenak
- Robert Shayne - Dudley Beecham
- Una O'Connor - Norah
- Frank Jenks - Sinkewicz
- Joyce Compton - Mary Lee
- Dick Elliott - Judecătorul Crothers

## Refacere
A fost refăcut în 1992 ca un film de televiziune sub regia lui Arnold Schwarzenegger cu  Dyan Cannon ca Elizabeth, Kris Kristofferson ca Jefferson Jones și Tony Curtis ca domnul Yardley. A avut premiera pe canalul TV TNT. Schwarzenegger are un rol cameo în acest film. În această refacere Elizabeth "Blane" este gazda propriului ei spectacol TV de gătit. Atunci când managerul ei, Alexander Yardley, i-l prezintă pe Jefferson Jones - un pădurar care și-a pierdut cabana într-un incendiu, acesta îi cere să-i pregătească lui Jones o cina de Crăciun în direct în cadrul emisiunii sale. La fel ca în filmul original, Elizabeth nu este așa de talentată precum pare. Această versiune nu a avut un mare succes la public ca originalul. Un critic de film a scris că: "Mi s-a făcut foame după un film mai bun după ce am suferit de-a lungul acestui film"

### Distribuție
| Actor              | Rol               |
| ------------------ | ----------------- |
| Dyan Cannon        | Elizabeth Blane   |
| Kris Kristofferson | Jefferson Jones   |
| Tony Curtis        | Alexander Yardley |
| Richard Roundtree  | Prescott          |

## Adaptare pentru radio
Christmas in Connecticut a fost prezentat în cadrul emisiunii Stars in the Air la 20 martie 1952. În adaptarea de 30 de minute au apărut vedetele Gordon MacRae și Phyllis Thaxter.